# Doomsday (DC Comics)
 (janvier 2013).
Si vous disposez d'ouvrages ou d'articles de référence ou si vous connaissez des sites web de qualité traitant du thème abordé ici, merci de compléter l'article en donnant les références utiles à sa vérifiabilité et en les liant à la section « Notes et références ».
Pour les articles homonymes, voir Doomsday.
Doomsday est un super-vilain appartenant à l'univers de DC Comics. Il est apparu pour la première fois dans Superman: The Man of Steel #17 en novembre 1992. C'est un ennemi de Superman, il est connu pour l'avoir tué dans Superman #75 : La Mort de Superman  publié en janvier 1993, et plus récemment dans le long-métrage Batman V Superman : L'Aube de la Justice.

## Origine
Doomsday a été artificiellement créé par Bertron, un scientifique sans scrupules travaillant sur Krypton, le monde natal de Superman.
L'objectif de Bertron était de créer la forme de vie ultime. Pour ce faire, un bébé était envoyé à la surface de Krypton, où il était tué soit par l'environnement hostile de la planète soit par les créatures sauvages qui y habitaient. À chaque fois, les restes de la créature étaient récupérés et réemployés pour créer une version plus performante, plus résistante et plus forte que la précédente. En bref, Bertron employait la méthode de clonage pour accélérer l'évolution de l'être qu'il créait.
À la suite de décennies de ce processus, l'être qui deviendrait par la suite Doomsday a enduré la souffrance de la mort des milliers de fois ; la mémoire de ces décès innombrables a été enregistrée dans ses gènes et l'a conduit à détester toute forme de vie. Bertron a reçu la mort des mains de sa propre création.

### Origines alternatives
Une autre origine est citée dans la série animée la Ligue des justiciers : Doomsday y est décrit comme le fruit d'une manipulation génétique faite à l'aide d'un échantillon d'A.D.N de Superman, prélevé par les scientifiques du projet Cadmus, ceci afin de créer un être capable de tuer Superman si ce dernier devait se retourner à nouveau contre la Terre (comme vu dans le dernier épisode de Superman, l'Ange de Metropolis). Ils enfermèrent Doomsday dans une salle où ils lui firent un lavage de cerveau, lui montrant Superman comme un ennemi et lui infligèrent des tortures en lui envoyant des faisceaux de rayons calorifiques à travers les yeux d'une image de Superman. Malheureusement, Doomsday échappa à leur contrôle et fut pris d'une rage destructrice et attaqua Superman. À la suite de leur rencontre, il est piégé dans de la lave refroidie et envoyé dans la Dimension fantôme.
Une autre, celle de la série Smallville, fait de Doomsday le fils du général Zod et sa femme, Faora (révélé dans l'épisode 8 de la saison 8). Il possède deux apparences, l'une semblable à l'humaine, ou kryptonienne (il porte alors le nom de Davis Bloome) et l'autre plus similaire au Doomsday connu, sans les longs cheveux blancs. Cela est dû au fait qu'il est le résultat d'une manipulation génétique avec la plus féroce créature de Krypton, puisque ses parents ne pouvaient avoir d'enfant naturellement. Il se retrouve sur Terre grâce au vaisseau de Kal El dont il est le « passager clandestin ». D'abord adopté par Lionel Luthor il est ensuite abandonné quand celui-ci comprend qu'il n'est pas l'enfant qu'il cherchait. Il conserve néanmoins le concept de devenir plus fort au travers de la mort, mais il n'a pas besoin de clonage, il lui suffit de mourir et il renaît ainsi plus puissant.
Une autre origine de Doomsday apparait dans le scénario du film de 2016 Batman v Superman : L'Aube de la justice de Zack Snyder : Doomsday est l'hybridation génétique issue d'une entité primaire kryptonienne (la dépouille de Zod) et du sang de Lex Luthor.
Dans le film d'animation, La Mort de Superman, Doomsday est assez fidèle à la version des comics, un monstre aveugle de violence et de destruction. Dans la suite, Reign of the Supermen, il est révélé qu'il était un assassin envoyé sur Terre par Darkseid afin de tuer l'homme d'acier.
Dans la série Superman & Lois, Doomsday est une transformation de Bizzaro, à la suite de plusieurs expériences de Bruno Mannheim et de plusieurs tortures de Lex Luthor.

## Histoire
Doomsday a été créé en 1992 par Dan Jurgens pour la saga de La mort de Superman qui s'étalait sur tous les comics liées à Superman. Doomsday y était une créature de destruction ultra-puissante qui s'était engagée dans un saccage apparemment sans fin à travers les États-Unis.
Enterré sous Terre pendant une période indéterminée au début de l'histoire, il finit par réussir à creuser une sortie vers la lumière du jour. Il commence immédiatement à attaquer tout ce qui se trouve autour de lui, avec la férocité étourdie d'un monstre, ne parlant jamais, et appréciant apparemment la destruction et le chaos qu'il sème sur son passage.
Lors de sa première rencontre avec la Justice League of America, Doomsday vainquit en quelques minutes toute l'équipe de super-héros, causant de nombreux dégâts aux alentours, et attirant finalement l'attention de Superman.
Il faut également mentionner qu'il accomplit tout ceci avec une main attachée dans le dos. Par ailleurs, n'ayant jamais parlé, il ne s'est jamais présenté comme Doomsday. Il a été baptisé ainsi après que Booster Gold, un des membres de la Justice League, a indiqué que le saccage du monstre ressemblait à l'arrivée du Jour du Jugement dernier - Doomsday en anglais -, c’est-à-dire la fin du Monde.
Superman constate rapidement que la puissance impressionnante de Doomsday est au moins égale à la sienne et comprend que si Doomsday atteignait la ville de Métropolis, la bataille qui en résulterait pourrait détruire la ville et tuer des millions de personnes innocentes.
Dans l'espace de quelques épisodes seulement, Superman et Doomsday se sont engagés dans une bataille titanesque et sans limites qui fait prendre conscience à Superman que Doomsday continuerait à attaquer implacablement, sans répit, sans espoir de victoire ou de reddition. Le combat culmine dans Superman # 75 (janvier 1993), où dans un acte héroïque d'autosacrifice, Superman affronte Doomsday jusqu'au bout, jusqu'à ce que les deux combattants se frappent simultanément d'un dernier coup qui les laisse sans vie.
Au lendemain de la mort apparente de Superman, pas moins de quatre super-héros sont apparus dans son sillage, tous se déclarant être le "vrai" Superman. L'un d'entre eux, un cyborg, mi-homme mi-machine (qui s'avèrera plus tard être un bandit dangereux appelé simplement "Le Cyborg") a pris le corps apparemment sans vie de Doomsday et l'a jeté dans l'espace profond, sur une trajectoire censée assurer qu'il ne débarquerait jamais sur aucune planète. Cependant, le corps de Doomsday est trouvé par un vaisseau d'exploration de l'espace profond qui s'avère être en route pour Apokolips, planète du maléfique Darkseid. Pendant ce voyage on apprend que Doomsday n'était pas vraiment mort.
Il se rétablit et, après avoir exterminé l'équipage du vaisseau qui l'avait sauvé, se retrouve sur la terrible Apokolips. Ce devait être l'occasion d'une confrontation finale entre Doomsday et Superman, qui était inquiet de la possibilité de la résurrection de Doomsday. Malheureusement, DeSaad, un serviteur de Darkseid, a ouvert un tunnel Boom (portail de téléportation) vers Calaton -- le premier monde sur lequel Doomsday avait été vaincu -- et envoya Doomsday vers ce qu'il pensait être sa défaite aux mains de Radiant.
Doomsday peut essentiellement s'adapter et surmonter n'importe quel adversaire en raison du processus par lequel il a été créé (il est toujours plus fort qu'il ne l'était avant sa dernière mort). C'est pourquoi, bien que Radiant l'ait défait par le passé, il ne pouvait pas le vaincre à nouveau. Superman a refusé de prendre en compte cet avertissement et de permettre à Calaton d'être détruit. Il a encore combattu Doomsday à l'aide d'une boîte-mère (Mother Box), un ordinateur pensant issu de la technologie des New Gods, mais a été vaincu. Il a été forcé d'utiliser un de dispositifs de voyage dans le temps de Waverider pour amener Doomsday un endroit où rien ne peut survivre : la Fin des Temps. Dans cet "endroit", Doomsday a été tué par de violents météores d'entropie.
Doomsday est revenu encore une fois dans la minisérie The Doomsday Wars. Dans cette série, Brainiac emploie sa technologie pour voyager à la Fin des Temps pour rechercher Doomsday afin de combiner la puissance massive de la bête avec son intellect formidable.
La volonté de Doomsday s'avérant trop forte pour être complètement contrôlée par ses pouvoirs titanesques, Brainiac essaie d'utiliser un hôte humain pour créer génétiquement un corps de Doomsday dépourvu de cette fureur insensée. Il choisit d'employer le bébé nouveau-né de Pete Ross et Lana Lang. Superman contrecarre les plans de Brainiac à l'aide d'un des propres appareils du vilain, et place Doomsday dans un état de stase avec quatre téléporteurs de la JLA.
Après ces évènements, Doomsday a été libéré par le Suicide Squad de Lex Luthor pour lutter contre Imperiex, une menace qui a été jugée encore plus grave que Doomsday lui-même. Une fois libéré, Doomsday a abattu l'équipe, avant de lutter contre les nombreuses sondes d'Imperiex, qui étaient jusque-là parvenues à blesser sérieusement ou tuer la plupart des héros de la Terre. Doomsday a détruit de nombreuses sondes apparemment sans faire trop d'efforts, avant de se confronter finalement avec Imperiex lui-même. Imperiex s'avéra supérieur à Doomsday, et le désintégra, réduisant Doomsday à un squelette. Par la suite, le corps de Doomsday a été recherché et sa chair recréée par Lex Luthor, qui a alors remis Doomsday à Darkseid pour rembourser la dette de guerre de la Terre envers Apokolips. À cette époque, Doomsday avait acquis de l'intelligence. Darkseid a essayé de reproduire Doomsday, produisant une armée de clones de Doomsday. Heureusement, Darkseid ne pouvait pas reproduire parfaitement la créature dans toute sa puissance brute, probablement en raison de la complexité de l'ADN de la créature.
Quand Superman a voyagé à Apokolips pour reprendre la vie de John Henry Irons, l'homme connu sous le nom de Steel, Mortalla, l'épouse de Darkseid, a ordonné à ses troupes de libérer Doomsday afin d'essayer d'aider Darkseid. Les quelques jours de liberté de Doomsday ont été rapidement stoppés par John Henry Irons dans l'Entropy Aegis, une armure dotée d'une puissance incroyable. Doomsday disparut alors et fut vu en train d'errer dans les terres sauvages d'Apokolips.
Son intelligence récemment découverte, Doomsday est parvenu à s'échapper à Apokolips pour retourner sur Terre. À son arrivée, Doomsday a rencontré une série d'émotions qui lui étaient précédemment étrangères - amour, compassion et bonté. Explorant les pleines capacités de ces nouvelles émotions, Doomsday a fait son chemin vers Metropolis une fois de plus, cependant pas de la façon destructrice qu'il a eu avant. À son arrivée dans la métropole, Doomsday trouve Superman au bord de la mort aux mains d'un de ses ennemis. En utilisant ses nouvelles émotions, Doomsday choqua Superman et son adversaire, Gog, en aidant Superman contre l'armée de Gog. Ce n'était malheureusement pas suffisant pour sauver Superman, qui meurt aux mains de Gog, causant une divergence du futur.
Dans ce nouveau futur, on se rappelle Doomsday comme de l'un des plus grands héros de la Terre, qui a entretenu le legs de Superman en menant une armée à son nom contre l'armée de Gog. Cette chronologie a fini quand un Gog vieux et fatigué offre à Doomsday la chance de retourner dans le passé et de sauver Superman - quoiqu'au coût de redevenir un monstre.
Lors de Infinite Crisis, il fut libéré par le Docteur Psycho et fut vaincu par Superman et sa contrepartie de l'Âge d'Or lors de la Bataille de Metropolis. La situation actuelle de Doomsday est inconnue.
Dans la série la Ligue des justiciers, il atterrit près de Metropolis dans une capsule spatiale et il est obsédé par l'idée de vaincre et de tuer Superman, sa force et son endurance surhumaine lui permettant de mettre en échec toute tentative individuelle ou collective des héros de la ligue. Il fut vaincu par Superman qui le lobotomisa avec ses rayons. Il s'avéra que ce Superman en habit sombre venait d'une dimension parallèle où celui-ci avait franchi la limite des années auparavant en tuant Lex Luthor qui était alors président. Ce dernier acte eu pour conséquence de modifier l'état d'esprit de la ligue, rendant les sept fondateurs plus amers et plus sombres et se faisant appeler "les Seigneurs Justiciers", la nomination de l'ancien président favorable à la ligue, et l'application de la loi martiale avec l'appui des seigneurs justiciers... À la suite de sa lobotomie, Doomsday fut capturé et emprisonné, pour être captif dans les laboratoires de Cadmus. Mais, l'un des savants de Cadmus n'ayant plus l'appui de ses supérieurs, le libéra pour se venger et lui dit la vérité sur ses origines. Or, fidèle à sa nature, Doomsday dont le cerveau était à nouveau fonctionnel, le tua et s'enfuit pour aller tuer Superman. Ce dernier fut obligé de l'envoyer dans la zone fantôme afin de ne plus blesser qui que ce soit.

## Pouvoirs
Doomsday est doté d'une force extraordinaire quasiment sans limites. On ne connait pas les limites de sa force colossale mais il semble plus puissant que Superman et a déjà cassé les bras de Wonder Woman. Il semble capable de soulever des immeubles, des chars et même des montagnes. Il a même réussi à vaincre Darkseid. Pendant leur combat, lorsque Doomsday et Superman s'entrechoquent, la force dégagée était si puissante qu'elle provoqua des ondes de choc d'une extrême violence à travers toute la ville, allant jusqu'à Gotham.
Doomsday paraît invulnérable. Il semble qu'il soit en mesure de survivre à une explosion nucléaire. Sa peau peut résister à des températures extrêmes comme des rivières de lave ou le blizzard.
À l'instar de Hulk, les muscles de ses membres inférieurs lui permettent de faire des sauts de plusieurs kilomètres.
Outre sa force gigantesque, Doomsday possède presque toutes les autres particularités des kryptoniens comme la capacité de générer de puissants rayons d’énergie optique, de voir à travers la matière et de se déplacer extrêmement vite (il est assez rapide pour prendre un speedster par surprise). Cependant, il demeure incapable de voler.
La particularité unique de Doomsday est qu'à chaque fois qu'il est tué il ressuscite et revient plus fort et plus puissant que la fois précédente, ce qui fait de lui une créature invincible. Mais comme les kryptoniens, il a un point faible : la magie.

## Autres médias

### Films

#### Dans Batman V Superman: L'Aube de la Justice
- Doomsday apparaît dans Batman V Superman : L'Aube de la Justice, et est créé à partir du corps du Général Zod, interprété par   Michael Shannon. Il est l'un des antagonistes principaux du film, aux côtés de Lex Luthor (Jesse Eisenberg).

### Séries télévisées

#### Dans Smallville
- Doomsday est interprété par Dario Delacio, Sam Witwer et Alex Ferris (Davis Bloome jeune) dans la série télévisée Smallville.

#### Dans Krypton
Doomsday est gardé en sécurité par les Cythonnithes dans Krypton.
Dans Superman & Lois.
Dans la série Superman et Loïs, Doomsday est Bizarro une version alternative corrompu de Superman interprété par Tyler Hoechlin. Bizarro se fera tué par le lieutant Anderson. Par la suite, il sera ramené à la vie par Bruno Mannheim et torturé puis transformé en Doomsday par Lex Luthor dans son plan de se venger de Lois Lane et Superman pour l'avoir envoyé en prison pour un crime qu'il n'a pas commis. Dans le but d'isoler Lois, Luthor ordonne à Doomsday de tuer Superman. Après une lutte allant de Smallville à la lune, Doomsday tue Superman en lui arrachant le cœur. Par la suite, toujours sous les ordres de Luthor, Doomsday tue le général Lane. Lois finira par faire appel à l'humanité de Bizarro pour s'émanciper de Luthor. Luthor finira par retrouver la trace de Doomsday dans les mines de Smallville, celui-ci cherchant à retourner dans sa dimension mais Luthor le tua de nouveau et le lâcha sur les habitants de Smallville s'engagent dans un nouveau combat contre Superman. Rapidement dépassé, Superman reçoit l'aide de Jon, Jordan et John Henry Irons lui permettant de neutraliser temporairement Doomsday et de l'envoyer vers le soleil. Doomsday se réveille avant d'entrer dans le soleil, Superman s'apprêtant à le combattre de nouveau mais la personnalité et les souvenirs de Bizarro reprennent le dessus, il se sacrifie se laissant entraîner et détruire par le soleil.

### Animations
- Dans le dessin animé La Ligue des justiciers créé par Paul Dini et Bruce Timm, le personnage est doublé par Michael Jai White en VO (version d'origine).
- Il apparaît également dans le film Superman : Le Crépuscule d'un dieu (Superman: Doomsday) de 2007, réalisé par Bruce Timm, Lauren Montgomery et Brandon Vietti.
- Il est le principal antagoniste du film d'animation La Mort de Superman, sorti en 2018 et réalisé par Sam Liu (dans Le Règne des Supermen, on apprendra qu'il est un assassin envoyé par Darkseid pour éliminer l'homme d'acier).

### Jeux vidéo
- The Death and Return of Superman (1994-1995) de Sunsoft
- DC Universe Online (2011)
- Injustice : Les Dieux sont parmi nous (2013)
- Lego Batman 3 : Au-delà de Gotham (2014) en tant que personnage à débloquer puis à acheter.